# Kadam Legbam
| Tibetische Bezeichnung                                                                    |
| ----------------------------------------------------------------------------------------- |
| Tibetische Schrift: ཀའ་གདམས་གླེགས་བམ                                                        |
| Wylie-Transliteration: bka' gdams glegs bam; Bka’ gdams glegs bam las btus pa'i chos skor |
| Chinesische Bezeichnung                                                                   |
| Vereinfacht: 噶当书                                                                       |
| Pinyin:Gadang shu                                                                         |

Das Kadam Legbam bzw. Buch der Kadam-Tradition (tib. bka' gdams glegs bam) ist ein berühmtes Sammelwerk aus der Kadam (bka' gdams)-Tradition des tibetischen Buddhismus. Es besteht aus den beiden Teilen pha chos und bu chos. Das Werk enthält biographisches Material und Gespräche des Atisha mit seinen Schülern. Es wird Atisha Dipamkara (982–1054) und Dromtönpa (1005–1064) aus dem 11. Jahrhundert zugeschrieben.
Atishas drei Hauptschüler waren Khutön Tsöndrü Yungdrung (khu ston brtson 'grus g.yung drung; 1011–1075), Ngog Legpe Sherab (rngog legs pa'i shes rab) und Dromtönpa Gyelwe Chungne ( 'brom ston pa rgyal ba'i 'byung gnas).
Phuchungwa (1031–1106) studierte bei Atisha und seinem Schüler Dromtönpa und wurde tief in die Lehren der Kadam-Schule (die Sechzehn Punkte (thig-le bcu-drug) und andere Praktiken) eingeweiht und war ein Hauptpraktizierender der geheimen Regeln des Buches der Kadam-Tradition.
Das englische Buch mit dem Titel The Book of Kadam enthält von Thupten Jinpa aus dem Tibetischen ins Englische übersetztes Material aus dem Werk zusammen mit weiterem themenrelevanten Material.